# Himantoglossum adriaticum
Himantoglossum adriaticum is een
Europese orchidee. Het is een zeldzame soort uit het Middellandse Zeegebied, die vooral voorkomt langs de kusten van de Adriatische Zee.

## Naamgeving enetymologie
- Synoniemen: Himantoglossum hircinum subsp. adriaticum (H.Baumann) Sundermann

De botanische naam Himantoglossum is afgeleid van het Oudgrieks ἱμάς (himas) = riem en γλώσσα (glōssa) = tong en slaat op de lange, tongvormige lip van onder meer de bokkenorchis. De soortaanduiding adriaticum slaat op zijn verspreidingsgebied, de kusten van de Adriatische Zee.

## Kenmerken
De plant lijkt heel sterk op de noordelijker voorkomende bokkenorchis (H. hircinum). Hij wordt 30 tot 75 cm hoog, met een wat smaller blad (9 tot 16 cm lang en 1,5 tot 3 cm breed) aan de voet van de stengel en een lange cilindrische, maar eerder ijle aar met vijftien tot veertig onwelriekende bloemen.
De bloemen lijken eveneens op die van de bokkenorchis. De kelkbladen en de twee bovenste kroonbladen vormen samen een halfbolvormige helmpje, aan de buitenzijde groenig wit gekleurd met purperen randen, en aan de binnenzijde wit met purperen nerven. De lip is neerwaarts gericht (bij de bokkenorchis dikwijls horizontaal), drielobbig, met een tot 60 mm lange, 2 mm brede middenlob met aan het uiteinde een inkeping, en twee kortere, 10 tot 25 mm lange, lijnvormige zijlobben met gekromde top. Het middendeel van de lip is viltig, wit met purperen stippen en randen. De rest van de lip is roodbruin tot donkerpurper gekleurd. Het spoor is tot 3,5 mm lang en zakvormig.
De plant bloeit van mei tot juli.

## Habitaten verspreidingsgebied
Himantoglossum adriaticum komt voor op open tot licht beschaduwde, droge kalkrijke bodem, zoals in kalkgraslanden, in wegbermen, tussen struikgewas en in lichte bossen.
De plant komt voor van het centrale Middellandse Zeegebied, langs de kust van de Adriatische Zee van Calabrië tot in Istrië. De noordelijke verspreidingsgrens is onzeker, maar reikt mogelijk tot het zuiden van Slowakije. De soort is overal zeldzaam en komt slechts lokaal voor.
H. adriaticum · 
H. affine · 
H. caprinum · 
H. comperianum · 
H. formosum · 
H. hircinum (Bokkenorchis) · 
H.  metlesicsianum · 
H. montis-tauri · 
H. robertianum (Hyacintorchis)